# Honduras ai Giochi della XXIX Olimpiade
L'Honduras ha partecipato ai Giochi della XXIX Olimpiade di Pechino, svoltisi dall'8 al 24 agosto 2008, con una delegazione di 25 atleti.

## Atletica leggera
| Gara                     | Atleta           | Batterie | Batterie | Quarti | Quarti | Semifinali | Semifinali | Finale | Finale |
| Gara                     | Atleta           | Tempo    | Pos.     | Tempo  | Pos.   | Tempo      | Pos.       | Tempo  | Pos.   |
| ------------------------ | ---------------- | -------- | -------- | ------ | ------ | ---------- | ---------- | ------ | ------ |
| 100 m maschili           | Rolando Palacios | 10"49    | 4        |        |        |            |            |        |        |
| 200 m maschili           | Rolando Palacios | 20"81    | 3        | 20"87  | 7      |            |            |        |        |
| 100 m ostacoli femminili | Jeimmy Bernárdez | 14"29    | 8        |        |        |            |            |        |        |

## Calcio

### Honduras
Allenatore:  Gilberto Yearwood
| N. | Pos. | Giocatore              | Data nascita (età)     | Pres. | Reti | Squadra                 |
| -- | ---- | ---------------------- | ---------------------- | ----- | ---- | ----------------------- |
| 1  | P    | Kevin Hernández        | 21 dicembre 1985 (22)  |       |      | Bella Vista             |
| 2  | D    | Quiarol Arzú           | 3 marzo 1985 (23)      |       |      | Club Deportivo Platense |
| 3  | D    | David Molina           | 22 aprile 1984 (24)    |       |      | Motagua                 |
| 4  | D    | Samuel Caballero *     | 24 dicembre 1974 (33)  |       |      | Changchun Yatai         |
| 5  | D    | Erick Norales          | 2 novembre 1985 (22)   |       |      | Marathón                |
| 6  | D    | Andres Morales         | 12 maggio 1986 (22)    |       |      | Real España             |
| 7  | C    | Emil Martínez *        | 9 settembre 1982 (25)  |       |      | Shanghai Shenhua        |
| 8  | C    | Rigoberto Padilla      | 1º dicembre 1985 (22)  |       |      | Motagua                 |
| 9  | A    | Carlos Alberto Pavón * | 9 ottobre 1973 (34)    |       |      | Real España             |
| 10 | C    | Ramón Núñez            | 15 novembre 1985 (22)  |       |      | Olimpia                 |
| 11 | A    | Luis Rodas             | 3 gennaio 1985 (23)    |       |      | Motagua                 |
| 12 | C    | Jorge Claros           | 8 gennaio 1986 (22)    |       |      | Motagua                 |
| 13 | C    | Hendry Thomas          | 23 febbraio 1985 (23)  |       |      | Olimpia                 |
| 14 | A    | Jefferson Bernárdez    | 27 marzo 1987 (21)     |       |      | Motagua                 |
| 15 | A    | Luis López             | 29 agosto 1986 (21)    |       |      | Marathón                |
| 16 | C    | Marvin Sánchez         | 2 novembre 1986 (21)   |       |      | Platense                |
| 17 | D    | David Álvarez          | 5 dicembre 1985 (22)   |       |      | Marathón                |
| 18 | P    | Obed Enamorado         | 15 settembre 1985 (22) |       |      | Vida                    |
| 20 | C    | Edder Delgado          | 20 novembre 1986 (21)  |       |      | Real España             |
| 21 | A    | José Guity             | 19 maggio 1985 (23)    |       |      | Marathón                |

#### Prima fase
| Squadra            | P.ti | G | V | N | P | GF | GS | DR |
| ------------------ | ---- | - | - | - | - | -- | -- | -- |
| Italia U-23        | 7    | 3 | 2 | 1 | 0 | 6  | 0  | +6 |
| Camerun U-23       | 5    | 3 | 1 | 2 | 0 | 2  | 1  | +1 |
| Corea del Sud U-23 | 4    | 3 | 1 | 1 | 1 | 2  | 4  | -2 |
| Honduras U-23      | 0    | 3 | 0 | 0 | 3 | 0  | 5  | -5 |

| Arbitro: | Skomina |

|  |           |                                                      |
|  | Marcatori | 40’ Giovinco 44’ (rig.) Rossi 50’ (rig.) Acquafresca |

| Arbitro: | Al Hilali |

|           |           |  |
| M'Bia 74’ | Marcatori |  |

| Arbitro: | Hester |

|         |           |  |
| Kim 23’ | Marcatori |  |

## Canottaggio
| Gara             | Atleta             | Batterie | Batterie | Quarti/ Ripescaggi | Quarti/ Ripescaggi | Semifinali | Semifinali | Finale | Finale |
| Gara             | Atleta             | Tempo    | Pos.     | Tempo              | Pos.               | Tempo      | Pos.       | Tempo  | Pos.   |
| ---------------- | ------------------ | -------- | -------- | ------------------ | ------------------ | ---------- | ---------- | ------ | ------ |
| Singolo maschile | Norberto Bernárdez | 9'01"27  | 6        |                    |                    |            |            |        |        |

## Nuoto
| Gara                        | Atleta                     | Batterie | Batterie | Semifinali | Semifinali | Finale | Finale |
| Gara                        | Atleta                     | Tempo    | Pos.     | Tempo      | Pos.       | Tempo  | Pos.   |
| --------------------------- | -------------------------- | -------- | -------- | ---------- | ---------- | ------ | ------ |
| 200 m farfalla maschili     | Javier Hernandez Maradiaga | 2'02"23  | 42       |            |            |        |        |
| 50 m stile libero femminili | Sharon Fajardo             | 27"19    | 51       |            |            |        |        |

## Taekwondo
| Gara  | Atleta         | Tabellone principale | Tabellone principale | Tabellone principale | Tabellone principale | Ripescaggi | Ripescaggi |
| Gara  | Atleta         | Ottavi               | Quarti               | Semifinali           | Finale               | Semifinali | Finale     |
| ----- | -------------- | -------------------- | -------------------- | -------------------- | -------------------- | ---------- | ---------- |
| 80 kg | Miguel Ferrera | Zhu Guo (Cina) 1-3   |                      |                      |                      |            |            |